# ورزشگاه یاشار محمدزاده
ورزشگاه یاشار محمودزاده (به لاتین: Yashar Mammadzade Stadium) یک ورزشگاه در جمهوری آذربایجان است که در شهر مینگه‌چویر واقع شده‌است.